# Ijtihad

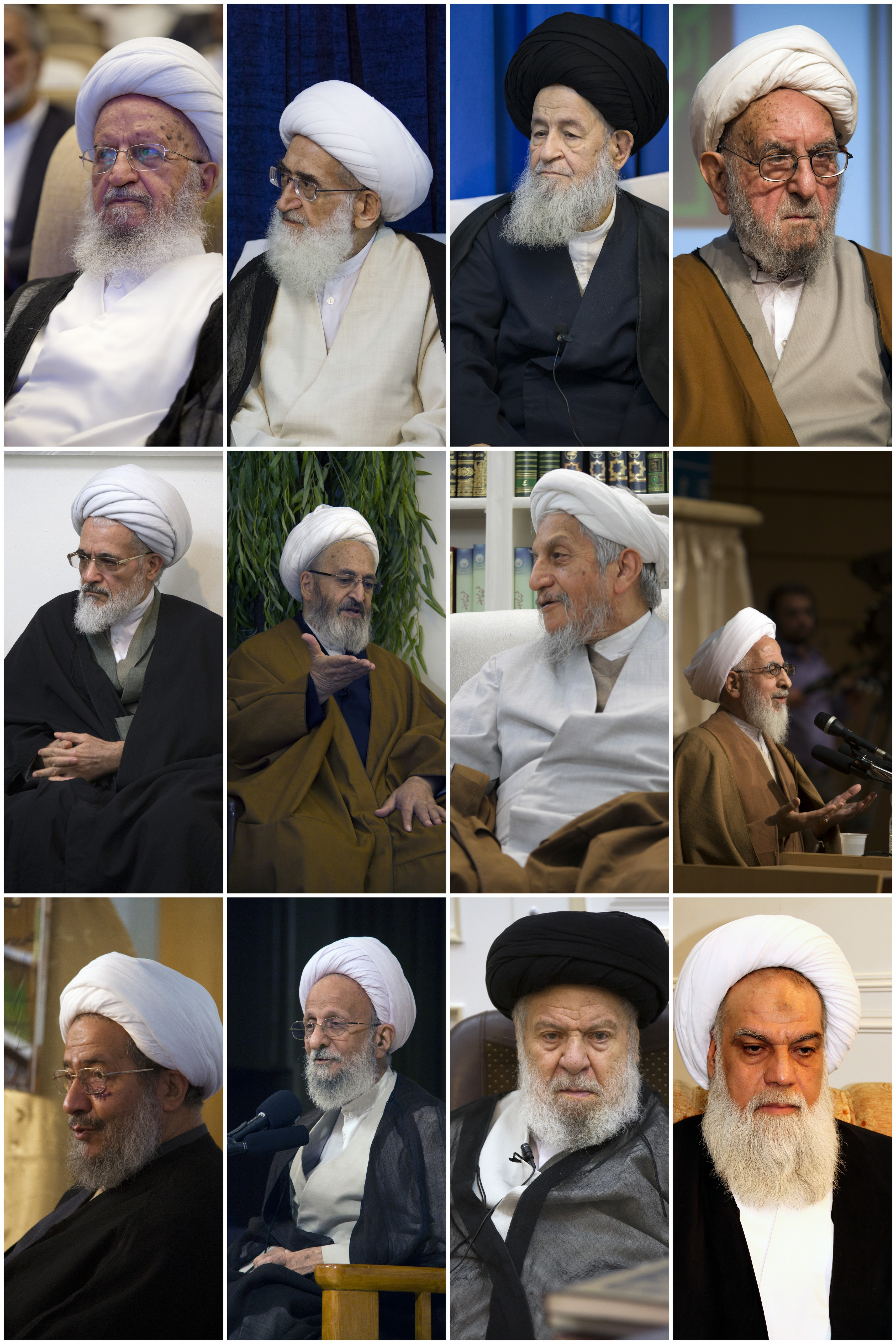

Ijtihād (árabe: اِجْتِهاد, translit. ijtihād, "esforço de reflexão") designa o esforço de reflexão que os ulemas ou muftis e os juristas muçulmanos empreendem para interpretar os textos fundadores do Islã (o Corão e a Sunnah) e deles deduzir o direito islâmico ou  informar o fiel sobre a  natureza de uma ação (se é lícita, ilícita, reprovável, etc.). Desde o século X, somente os xiitas reconhecem e praticam o ijtihad, enquanto o sunismo pratica o taqlid ou "imitação".
Mujtahid (árabe: مُجْتَهِد, aplicado, diligente) é aquele que realiza esse esforço de reflexão do ijtihād. 